# Bálint Bakfark
Bálint Bakfark, také Valentin Bakfark (asi 1506, Brassó (nyní Brašov) – 15. srpen 1576, Padova) byl maďarský loutnista a hudební skladatel, narozený na území dnešního Rumunska. Byl prvním maďarským hudebníkem, který si vydobyl renomé v celé Evropě.
Své první roky strávil na dvoře sedmihradského knížete Jana Zápolského, pozdějšího krále Jana I. Ten mu také udělil za jeho služby šlechtický (hraběcí) titul. Po Janově smrti v roce 1540 se Bakfark přestěhoval do Francie, kde vstoupil do služeb kardinála Françoise de Tournon, hlavního rádce francouzského krále Františka I. Poté strávil nějaký čas na několika evropských dvorech, zejména polského krále Zikmunda II. Augusta, jako dvorní hudebník.
Bakfark byl jedním z nejslavnějších loutnistů své doby. Jeho virtuózní hra pomohla založit popularitu instrumentální hudby v Evropě. Byl také významným skladatelem. Jeho první sbírka loutnových skladeb byla publikována v Lyonu v roce 1553 pod názvem Intabulatura ... Liber primus. V roce 1565 vydal druhou sbírku v Krakově pod názvem Pannonii harmonicarum musicarum...tomus primus.
V roce 1576 se stal obětí moru. Když cítil, že se blíží smrt, spálil všechna svá díla, která dosud nebyla zveřejněna.